# Xurxo Souto
Xurxo Manuel Souto Eiroa (La Coruña, 1966) es un cantante, acordeonista, escritor, actor, director y locutor español. Es licenciado en filología clásica.
La labor que le hizo más popular fue la de líder y vocalista de la banda de rock en gallego Os Diplomáticos de Monte-Alto entre 1990 y 2001, pero Souto ha desempeñado diversas ocupaciones y cargos a lo largo de su carrera.

## Trayectoria
Desde 1986 comenzó a trabajar en diversos programas de radio en gallego, siendo el más conocido y longevo A tropa da tralla en Radio Coruña. También ha colaborado con varias publicaciones, como la revista Bravú. Entre octubre de 2005 y junio de 2009 fue subdirector de programas de Radio Galega, donde también dirigía Aberto por reformas, espacio caracterizado por la emisión exclusiva de música en gallego. A la llegada a la presidencia del gobierno gallego de Alberto Núñez Feijoo fue destituido como subdirector de programas, abandonando la dirección y presentación de Aberto por reformas.
Otra de sus facetas ha sido la de escritor, ya que hasta la fecha ha publicado los libros de relatos A tralla e a arroutada (1995), Fumareu (1997) y Tres trebóns (2005); la novela O retorno dos homes mariños (1999) y la recopilación de artículos Contos da Coruña (2001), todos ellos editados por Edicións Xerais.
Además, recientemente ha formado el grupo musical Os Tres Trebóns, donde se encarga de la voz y el acordeón.
También ha trabajado como actor en producciones gallegas como la exitosa serie Mareas Vivas o el largometraje Entre bateas de Jorge Coira.
Actualmente trabaja como director y presentador de Música Ambiente, un programa que intenta servir de portal para los músicos emergentes gallegos que muestran sus canciones en la calle, en la nueva cadena autonómica privada Vtelevisión.